# Павеза

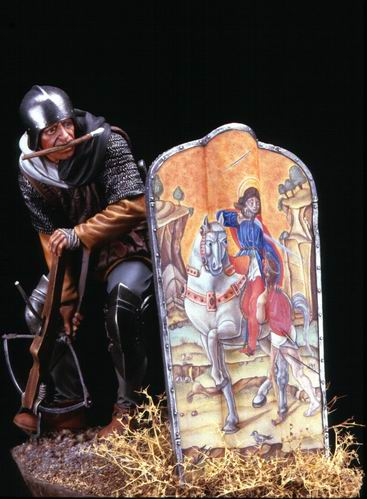
Западноевропейский арбалетчик с павезой. Военная миниатюра

Паве́за (павез, павиза, павиз, павезе) — тип щита, широко применявшийся пехотой в XIV—XVI веках. Щит был прямоугольной формы, верхняя часть могла иметь овальную форму. Павеза часто снабжалась упором, иногда на нижнем крае делались шипы, которые втыкались в землю. Обычно через середину щита проходил вертикальный выступ (изнутри — жёлоб) для усиления конструкции. Ширина павезы составляла от 40 до 70 см, высота — 1–1,5 м. Щит изготавливался из лёгкого дерева и покрывался тканью или кожей. Павезы часто расписывались эмблемами с геральдическим или религиозным содержанием.
В зависимости от способа применения существовали ручные и стоячие павезы (последние часто применялись арбалетчиками ввиду длительного времени перезарядки оружия во время осады замков и городов). Ручные павезы были четырёхугольными, часто сужающимися книзу. Они использовались как пехотой, так и рыцарской конницей. Павезы широко использовались гуситами во время Гуситских войн. Вышли из употребления с появлением огнестрельного оружия.

## Происхождение

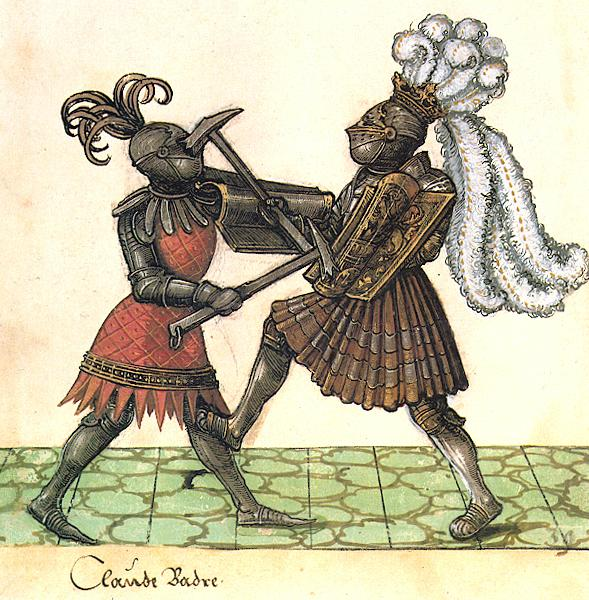
Поединок рыцарей, вооружённых боевыми молотами и павезами. Гравюра из турнирной книги императора Максимилиана I «Фрейдаль» (1512)

Традиционно считается, что название щита происходит от итальянского города Павии, в котором он был изобретён в XIII веке. Также отмечается, что классический пехотный вариант павезы оформился во время Гуситских войн. Позднейшие исследователи пришли к выводу, что павеза могла попасть в Западную Европу через балтийских крестоносцев, заимствовавших этот тип щита от местного балтского населения. В качестве места возникновения павезы называются земли Руси (XII век) или литовско-мазовецкий регион (XIII век). На рубеже XIII—XIV веков павезы распространились в Мазовии, на землях под властью Тевтонского ордена, на Западной Руси и, вероятно, в остальной Польше. Белорусский археолог Николай Плавинский отмечает, что примерно в XIV веке ареал распространения павезы охватил весь балтийско-польско-русский регион.